# Terrence Paul
Terrence Michael „Terry” Paul (ur. 14 września 1964 w Oakville) – kanadyjski wioślarz (sternik). Złoty medalista olimpijski z Barcelony.
Brał udział w igrzyskach (IO 88, IO 92). W 1992 wspólnie z kolegami triumfował w ósemce. W ósemce był również srebrnym medalistą mistrzostw świata w 1990 i 1991.